# Meximachilis cockendolpheri
Meximachilis cockendolpheri är en insektsart som beskrevs av Kaplin 1994. Meximachilis cockendolpheri ingår i släktet Meximachilis och familjen klippborstsvansar. Inga underarter finns listade i Catalogue of Life.